# Elisabeth Schliebe-Lippert
Elisabeth Schliebe-Lippert (* 22. November 1898 in Kaiserslautern; † 8. Juni 1993 in Wiesbaden-Dotzheim) war eine deutsche Psychologin, Kinder- und Jugendliteraturforscherin sowie (Ober-)Schulministerialrätin in Hessen.

## Leben und Wirken
Elisabetha Lippert, genannt Elisabeth, wuchs in einer katholisch geprägten Familie auf. Bedingt durch die Berufssituation des Vaters, er war Kunstgewerbler, musste die Familie zweimal umziehen, zuerst nach Chemnitz, dann nach Leipzig. Sie absolvierte die Frauenberufsschule und war dann als Lehrerin tätig. Doch Elisabeth Lippert strebte eine akademische Laufbahn an. Demzufolge legte sie die Wahlfähigkeits- und Lateinprüfung ab. Zusätzlich studierte sie seit 1921 an der Universität von Leipzig. Dort promovierte Elisabeth Lippert im Mai 1928 bei Friedrich Sander. Das Thema ihrer 1930 veröffentlichten Dissertation lautete: Unterschiedempfindlichkeit bei motorischen Gestaltbildungen des Armes. Ihre wissenschaftliche Arbeit ist ein typisches Beispiel für seine Zeit in der Psychologie vorherrschende Erkundungsexperimente.
Nach der Promotion unterrichtete Elisabeth Lippert bis 1929 an dem von Henriette Goldschmidt gegründeten Sozialpädagogischen Frauenseminar Leipzig, das von Johannes Prüfer geleitet wurde. Anschließend war sie als Assistentin am Institut für Experimentelle Psychologie und Pädagogik der Universität Gießen sowie nebenamtlich am Fröbelseminar des Alice-Schulvereins, das unter anderem Kindergärtnerinnen ausbildete, tätig. 1932 übernahm Elisabeth Lippert die Direktorinnenstelle an der Städtischen Frauenarbeitsschule in Mainz und habilitierte einige Monate später an der Gießener Hochschule.
1935 heiratete Elisabeth Lippert den Psychologen Georg Schliebe. Daraufhin musste sie, dem Beamten-Zölibat entsprechend, ihre Anstellung als Privatdozentin an der Universität Gießen aufgeben. Seit Februar 1934 war sie Mitglied im Nationalsozialistischen Lehrerbund. Auf dem 14. Kongress der Deutschen Gesellschaft für Psychologie, 1934 in Tübingen, vertrat sie überzeugt die Vorstellungen des Nationalsozialismus: „Die neue deutsche Jugendbewegung, verkörpert in der Hitlerjugend... die oppositionelle Verneinung des liberalistisch-demokratischen Weltbildes. Dieser bis zur Feindseligkeit und bis zum Hass gesteigerten Opposition wird die leidenschaftliche Bejahung des nationalsozialistischen Weltbildes entgegengesetzt.“
Nach 1945 war Schliebe-Lippert bis zu ihrer Pensionierung in verantwortlicher Position in der Lehrerbildung tätig, zuletzt als Ministerialrätin beim Hessischen Minister für Erziehung und Volksbildung (Abteilung Lehrerbildung). Ferner lehrte sie an der Universität Mainz. Bereits 1951 erkannte Schliebe-Lippert die Notwendigkeit eines Schulpsychologen und sorgte für den ersten Lehrauftrag für Sexualpädagogik. Des Weiteren befasste sie sich schon sehr früh innerhalb ihrer wissenschaftlichen Laufbahn mit Fragen der Jungleserpsychologie. Sie entwarf ein entwicklungspsychologisches Phasenmodell, das sie in eine außerästhetische (2. bis 13. Lebensjahr) und eine literaturästhetische (14. bis 20. Lebensjahr) Leseentwicklung unterteilte. Dabei betrachtete sie die ästhetische Entwicklung als „Teil der menschlichen Entwicklung insgesamt“ betrachtete. Ihrer Ansicht nach werden „vorbewußte ästhetische Urerlebnisse“ in der literarischen Entwicklung sichtbar. Die von ihr postulierte Vorform urästetischen Verhaltens. die sehr früh beginnt, teilweise schon im 1. Lebensjahr, ist nicht Produkt einer Erziehung „sondern dem Menschen mitgegeben oder unmittelbar in ihn eingehend“ Dabei gibt es sehr wohl Begabungsunterschiede. So fördert eine ästhetische erfüllte Umwelt die „mitgegebenen Urerlebnisse“, während eine amusische Umwelt „sie im Kinde unentwickelt oder unterentwickelt lassen können“. Der jeweils typischen Entwicklungsstufe ordnete die Wissenschaftlerin die entsprechenden Literaturgattungen zu, z. B. der 1. Stufe (2. bis 5. Lebensjahr) das Bilderbuch, Märchen, Lied und Gebet, der 2. Stufe (6. bis 8. Lebensjahr), das Märchen, die Legende, Tiergeschichte oder das Kinderlied.

## Schriften
- Der Lesestoff der Mädchen in der Vorpubertät. Erfurt 1931.
- Die weibliche Vorpubertät im Spiegel des Backfischbuches. Erfurt 1934.
- Entwicklungsverlauf der literarästhetischen Erlebnisfähigkeit. Erfurt 1934.
- (zusammen mit ihrem Mann): Entwicklungsbrüche im Oberstufenalter. München 1940.
- Leseproblematik der Kinder und Jugendlichen der Welt. Wiesbaden 1947.
- Jugend der Gegenwart. Frankfurt am Main 1947.
- Der Mensch als Leser. Entwicklungsverlauf der literaturästhetischen Erlebnisfähigkeit. In: Else Schmücker (Hrsg.): Begegnung mit dem Buch. Ratingen 1950, S. 47–59.
- Lehrerbildung. Wiesbaden 1952.
- Berufsschullehrerbildung an wissenschaftlichen Hochschulen. Darmstadt 1960.
- Hauswirtschaftliche Bildung in der Bundesrepublik Deutschland. Bonn 1966.